# Euclasta montalbani
Euclasta montalbani là một loài bướm đêm trong họ Crambidae.